# László Mérő
László Mérő (n. 11 decembrie 1949, Budapesta, Republica Populară Ungară) este un matematician, psiholog și dezvoltator de jocuri video maghiar și profesor universitar la Universitatea „Eötvös Loránd” din Budapesta (ELTE) și Universitatea Babeș-Bolyai. El este, de asemenea, fondator și lider al unei companii de software care produce jocuri pe calculator. El este liderul echipei maghiare de la Campionatul Mondial de Puzzle (World Puzzle Championship).  

## Biografie
Absolvent al Facultății de Științe de la Universitatea „Eötvös Loránd” din Budapesta, secția matematică, a fost, începând din anul 2005, profesor universitar la Universitatea „Eötvös Loránd” din Budapesta (ELTE) și Universitatea Babeș-Bolyai.
Este doctor în științe inginerești.

## Premii și distincții
- Primul premiu al juriului (Mondrian Blocks), "Nob Yoshigahara Puzzle Design Competition" (2019)[11]

## Opere
- Ways of Thinking : The Limits of Rational Thought and Artificial Intelligence, 1990. ISBN: 981-02-0266-0
- Moral Calculations : Game Theory, Logic and Human Frailty, 1998, ISBN: 0-387-98419-4)
- Rubik’s Puzzles : The Ultimate Brain Teaser Book, 2000. ISBN: 1-85868-790-X)
- Mérő, László. The Logic of Miracles, Yale University Press, New Haven, CT, 2018.
- Mérő, László. Logica (i)raționalității: teoria jocurilor și psihologia deciziilor umane, RTS, Cluj-Napoca, 2007. ISBN: 9789731816128